# Jean Vanier
Jean Vanier (Ginevra, 10 settembre 1928 – Parigi, 7 maggio 2019) è stato un filosofo e filantropo canadese.
Fondatore di L'Arche (L'Arca) e ispiratore del movimento Foi et Lumiere (Fede e Luce in Italia) è stato membro del Pontificio consiglio per i laici. Ha ricevuto il Premio Templeton nel 2014.

## Biografia
Nato nel 1928 a Ginevra (Svizzera), figlio di Georges Vanier, governatore generale del Canada, da giovane è ufficiale di marina. Ad un certo punto, la scelta di dare una svolta alla sua esistenza: " Decisi di abbandonare la vita militare, con il desiderio di conoscere il Vangelo e la pace. Così andai a studiare filosofia a Toronto ". Dopo alcuni anni, Vanier è insegnante: " Cercai di scoprire cos'è il vero e cos'è il falso, cos'è un essere umano. Nel 1963 conobbi la condizione di persone con grave disabilità. Un sacerdote mi fece mettere a contatto diretto con ragazzi che non erano studenti assetati di "studio", ma si chiedevano 'chi sono, perché sono così, perché nessuno mi crede, perché i miei genitori non sono felici che io esisto?'. Persone desiderose di sapere chi gli vuole veramente bene ".
Ha abusato sessualmente di almeno sei donne di cui era direttore spirituale. 

## Ispirazione
Da quel momento, Vanier dà inizio all'esperienza dell'Arca: accoglie con sé due persone adulte con handicap mentale in una casa a Trosly-Breuil. Nascono numerose comunità dell'Arca in diversi Paesi, anche in Italia. Poi, nel 1968 alcuni genitori ed educatori, tra cui Jean Vanier e Marie-Hélène Mathieu, organizzano un pellegrinaggio a Lourdes per persone ferite nell'intelligenza, i loro genitori e amici. Il giorno di Pasqua del 1971, vi si ritrovano dodicimila persone di quindici diverse nazionalità. Tra queste, quattromila hanno un handicap mentale.
È un incontro festoso di scambio tra individui che agli occhi del mondo sono "sani" ed "efficienti" e coloro che invece sono più "fragili". Da quell'occasione nascono le prime comunità Fede e Luce, che oggi sono centinaia e centinaia in tutti i continenti. Gli incontri si ripetono periodicamente ancora oggi.

## Pubblicazioni principali
- La ferita nel cuore dell'uomo
- La comunità. Luogo del perdono e della festa
- Un'Arca per i poveri. Storia e spiritualità dell'Arca
- La paura di amare. Quattro meditazioni sul valore della fragilità
- Vincere la depressione